# میریام کاندورو
میریام کاندورو (ایتالیایی: Miriam Candurro؛ زادهٔ ۱۰ اکتبر ۱۹۸۰) بازیگر اهل ایتالیا است. وی دانش‌آموختهٔ رشته ادبیات در دانشگاه فدریکو دوم بود.
از فیلم‌ها یا مجموعه‌های تلویزیونی که وی در آن‌ها نقش داشته است، می‌توان به پدر ماتئو، کاپری، جایی در آفتاب و پرس‌وجو اشاره نمود.